# District de Douma
Le district de Douma (en arabe : منطقة دوما, manṭiqat Dūmā) est l'un des dix districts du gouvernorat de Rif Dimachq, situé dans le sud de la Syrie ; son centre administratif est la ville de Douma. D'après le Bureau central des statistiques syrien, sa population était de 433 719 habitants en 2004. 

## Sous-districts
Le district de Douma est divisé en sept sous-districts (ou nahiés), (population en 2004) :
| Nom              | Nom en arabe  | Surface (km²) | Population | Code     |
| ---------------- | ------------- | ------------- | ---------- | -------- |
| Douma            | دوما          | 208,73        | 181 934    | SY030200 |
| Harasta          | حرستا         | 25,64         | 88 816     | SY030201 |
| Al-Sabe' Biyar   | السبع بيار    | 12 919,39     | 395        | SY030202 |
| Al-Dumayr        | الضمير        | 5 929,58      | 26 192     | SY030203 |
| Al-Nashabiyah    | النشابية      | 277,76        | 76 814     | SY030204 |
| Al-Ghizlaniyah   | الغزلانية     | 388,02        | 36 715     | SY030205 |
| Harran al-Awamid | حران العواميد | 126,80        | 22 853     | SY030206 |